# Dolmen de Roc'h Du
Le dolmen de Roc'h Du, appelé aussi dolmen de Roch Toul ou dolmen de Kerroland, est situé à Maël-Pestivien dans le département français des Côtes-d'Armor.

## Protection
Le dolmen est classé au titre des monuments historiques en 1969 sous deux dénominations différentes,. À peu de distance, la pierre dressée n'est pas un menhir mais une stèle protohistorique de l'âge du fer classée en 1964.

## Description
La table de couverture (4 m sur 2 m) repose sur deux orthostates, côté ouest et est, deux autres orthostates sont encore en place côté sud mais aucun côté nord. Cette construction mégalithique date probablement de l'âge du bronze.